# Municipio de Newkirk
El municipio de Newkirk (en inglés: Newkirk Township) es un municipio ubicado en el condado de Lake en el estado estadounidense de Míchigan. En el año 2010 tenía una población de 632 habitantes y una densidad poblacional de 3,35 personas por km².

## Geografía
El municipio de Newkirk se encuentra ubicado en las coordenadas 44°5′36″N 85°44′46″O / 44.09333, -85.74611. Según la Oficina del Censo de los Estados Unidos, el municipio tiene una superficie total de 188.65 km², de la cual 188,54 km² corresponden a tierra firme y (0,06 %) 0,11 km² es agua.

## Demografía
Según el censo de 2010, había 632 personas residiendo en el municipio de Newkirk. La densidad de población era de 3,35 hab./km². De los 632 habitantes, el municipio de Newkirk estaba compuesto por el 94,62 % blancos, el 0,79 % eran afroamericanos, el 2,53 % eran amerindios, el 0,16 % eran de otras razas y el 1,9 % eran de una mezcla de razas. Del total de la población el 1,58 % eran hispanos o latinos de cualquier raza.